# MØ
Pour les articles homonymes, voir Oersted et Andersen.
Karen Marie Aagaard Ørsted Andersen, dite MØ, née le 13 août 1988 à Odense (Danemark), est une auteure-compositrice-interprète danoise.
Détentrice d'un contrat affilié à Sony Music Entertainment depuis le début des années 2010, MØ, dont le nom signifie « jeune fille » ou « vierge » en danois (nom qui fait également référence aux initiales de son grand père Mogens Ørsted), est souvent comparée à des vocalistes electropops tels que Grimes, Purity Ring et Twin Shadow.
Elle sort son premier album en 2014, mais sa notoriété mondiale débute en 2015, grâce au groupe Major Lazer et le succès du tube Lean On de DJ Snake sur lequel elle chante. En 2018 sort Forever Neverland (en), son deuxième album. En 2022 sort Motordrome (en), son troisième album.

## Carrière musicale

### No Mythologies To Follow(2012-2015)
En 2012, MØ a publié son premier single, intitulé Maiden. Le 14 janvier 2013, elle a dévoilé le morceau Glass. Vint ensuite Pilgrim, le 15 mars 2013, titre enrôlé d'un P3s Uundgåelige (soit P3 Incontournable), une « étiquette » donnée aux nouveaux artistes par la station de radio danoise DR P3 et avait originellement été publié dans son édition limitée en vinyle 7" via Turntable Kitchen. La chanson s'est placée au onzième rang des hit-parades des singles danois. La première apparition télévisée de MØ a eu lieu lors des Danish P3 Guld Awards le 27 mars 2013. Le 7 juin 2013, la chanteuse a fait paraître le single Waste of Time. Deux mois plus tard, son manager, Ash Pournouri, a confirmé sur Twitter que MØ était la vocaliste de la très attendue chanson, Dear Boy, issue du premier album d’Avicii, True. Le 30 août 2013, le single XXX 88 est sorti. À l'automne 2013, son premier maxi, Bikini Daze, a été publié. Au commencement de l'année 2014, le 16 janvier, le titre Don't Wanna Dance a fait son entrée dans la liste The Zane Lowe Show de la BBC Radio 1. Le 10 mars 2014, son premier album studio, intitulé No Mythologies to Follow, est sorti,.
Une année plus tard, elle réalise un featuring avec le groupe Major Lazer et Dj Snake pour réaliser le hit Lean On qui dépasse le milliard de vues sur YouTube en janvier 2016[réf. nécessaire]. L'artiste chantera également ce titre au concert du Prix Nobel de la Paix en 2015.
Le 10 mai 2016, l'artiste fait son retour en haut des charts européens avec le single Final Song (en), succédant au single Kamikaze sorti en octobre 2015[réf. nécessaire].

### Collaboration avec Diplo

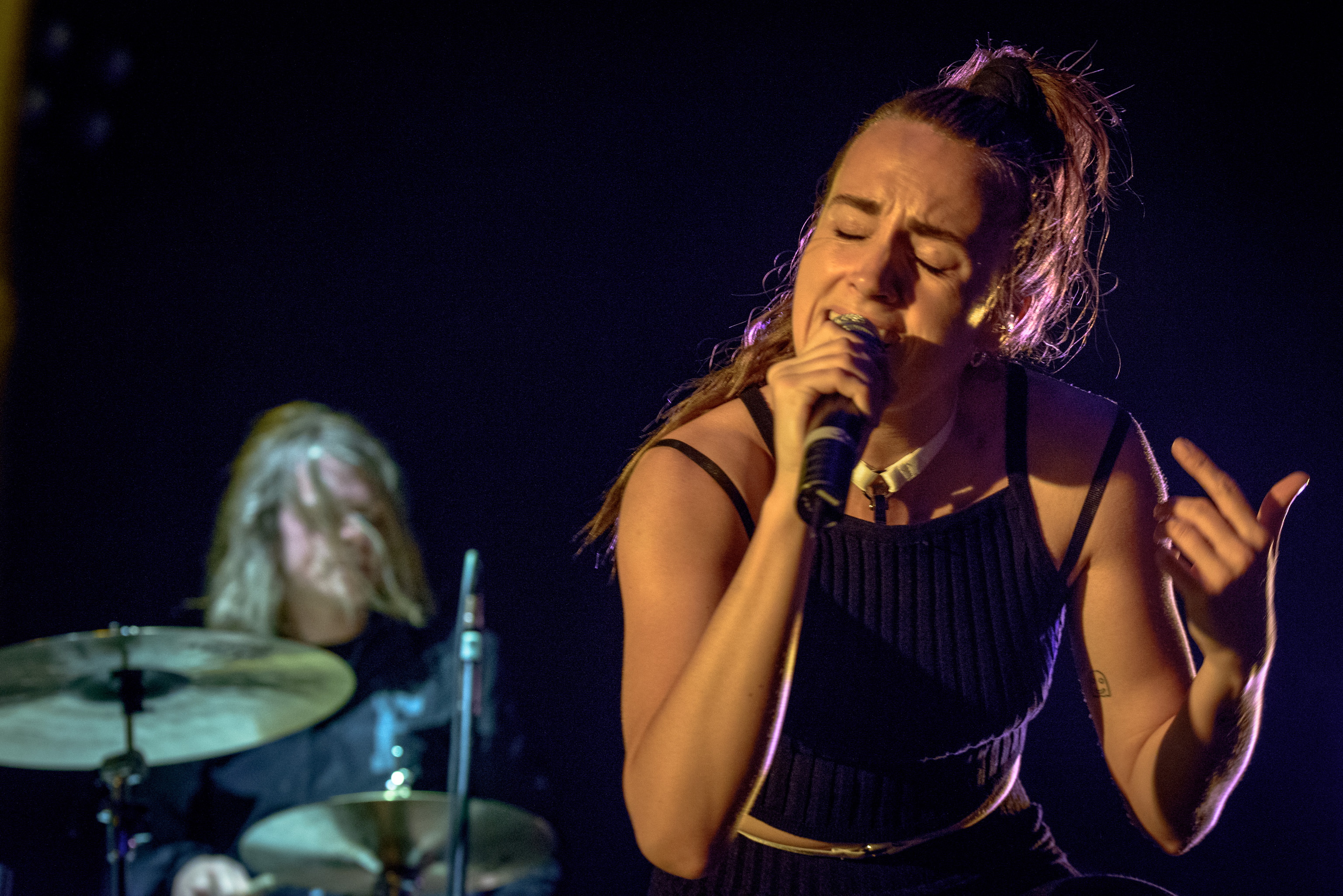
MØ en concert en 2015.

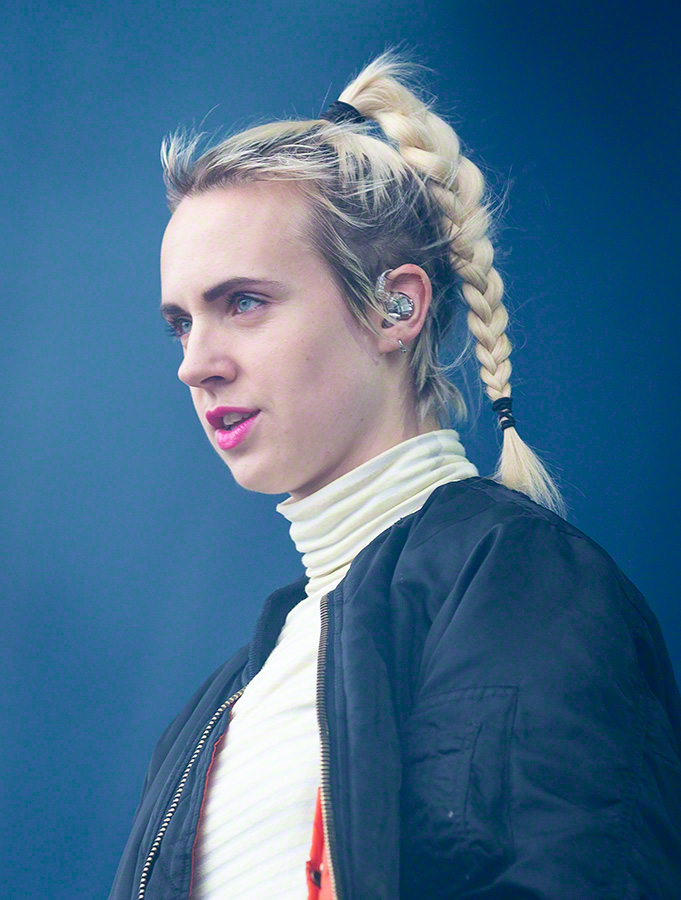
MØ au Stavernfestivalen en Norvège, 2016.

MØ travaille en collaboration avec Diplo depuis la sortie de son premier album No Mythologies to Follow avec le morceau XXX 88. Le 1er mars 2015 sort le single Lean On dans lequel elle est en featuring avec Major Lazer et Dj Snake.  La même année le 14 octobre, le single Kamikaze sort et marque une nouvelle collaboration avec Diplo. Elle fait une autre collaboration avec Major Lazer et Justin Bieber sur le single Cold Water.

### When I Was YoungpuisForever Neverland

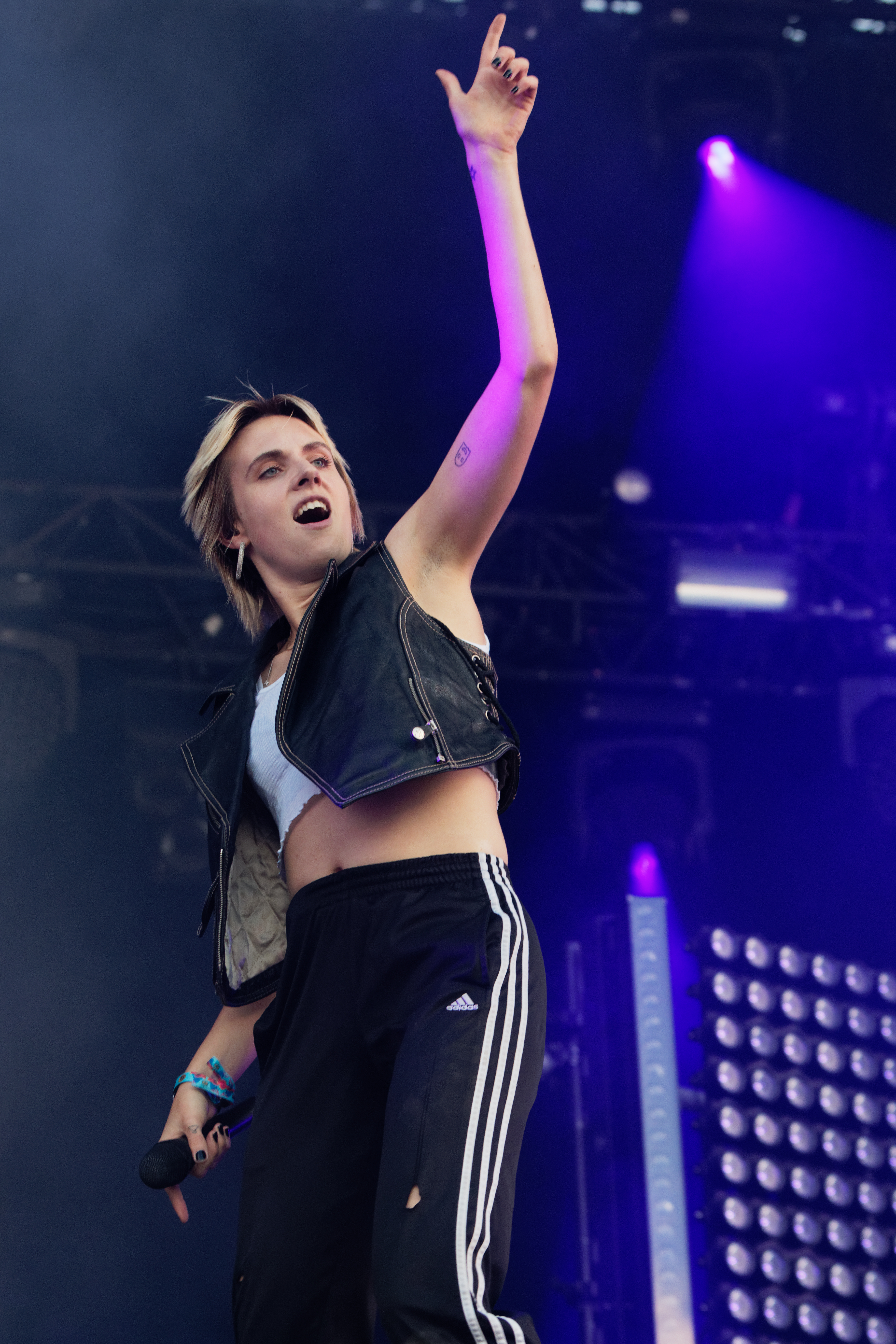
MØ au festival des Vieilles Charrue, Bretagne, 2018.

MØ sort un nouvel EP de 6 chansons le 26 octobre 2017, intitulé When I Was Young. Cet EP étant un projet transitoire entre No Mythologies To Follow, et son second album, qui sortira plus tard[réf. nécessaire].
Son deuxième album, du nom Forever Neverland (en), sort le 19 octobre 2018. La chanteuse se produit dans de nombreux pays avec sa nouvelle tournée appelée Forever Neverland. Le premier chapitre s'est déroulé en Europe, le second était en Amérique du Nord. Le troisième chapitre devait passer par l'Asie mais la tournée a été annulée. Enfin, la chanteuse s’est produite en Australie.

### Motordrome
MØ sortira son troisième album studio le 28 janvier 2022 intitulé Motordrome. La chanteuse a dévoilé quelques morceaux de son album avant sa sortie officielle. Le morceau Live to Survive le 27 mai 2021, Kindness le 30 juillet 2021 et Goosebumps et Brad Pitt le 12 novembre 2021. La chanteuse s'est produite le 22 octobre 2021 dans la salle de concert Den Grå Hal à Copenhague où elle a chanté 5 nouveaux titres de son album en avant-première : Youth is Lost, Cool to Cry, Punches, New Moon et Brad Pitt. L'artiste avait prévu une tournée Européenne en février 2022 avec un passage en France le 11 février, mais en raison de la situation sanitaire, la tournée a été reportée en mai 2022 avec un concert en France le 20 mai. Enfin, MØ sera en tournée en Amérique en avril 2022. 

## Discographie

### Albums studio
- 2014 : No Mythologies to Follow
- 2018 : Forever Neverland (en)
- 2022 : Motordrome (en)

### EP
- 2013 : Bikini Daze
- 2017 : When I Was Young

### Autres collaborations
| Année | Chanson                        | Album                             | Artiste(s)                  |
| ----- | ------------------------------ | --------------------------------- | --------------------------- |
| 2013  | Dear Boy                       | True                              | Avicii                      |
| 2013  | Let the Youth Go Mad           | Lifestyle Mixtape                 | Broke                       |
| 2014  | Beg For It                     | The New Classic : Reclassified    | Iggy Azalea                 |
| 2014  | One More                       | One More                          | Elliphant                   |
| 2015  | Lean On                        | Peace Is The Mission              | Major Lazer & DJ Snake      |
| 2015  | Lost                           |                                   | Major Lazer                 |
| 2015  | You're Still a Mystery (cover) | Terrible Thrills Vol.2            | Bleachers                   |
| 2016  | Cold Water                     | Music Is The Weapon               | Major Lazer & Justin Bieber |
| 2017  | Don't Leave                    |                                   | Snakehips                   |
| 2017  | Diamonds                       |                                   | Eloq                        |
| 2017  | Pull Up                        |                                   | Charli XCX                  |
| 2017  | 9 (After Coachella)            |                                   | Cashmere Cat                |
| 2017  | Porsche                        |                                   | Charli XCX                  |
| 2017  | Get it right                   |                                   | Diplo                       |
| 2018  | We Are Fucked                  |                                   | Noah Cyrus                  |
| 2018  | Dance For Me                   |                                   | ALMA                        |
| 2018  | Never Fall In Love             | Love, Simon (Original Soundtrack) | Jack Antonoff & MØ          |
| 2018  | Stay Open                      |                                   | Diplo                       |
| 2018  | Sun In Our Eyes                |                                   | Diplo                       |
| 2019  | Blur                           |                                   | Foster The People           |